# Abstandsbolzen

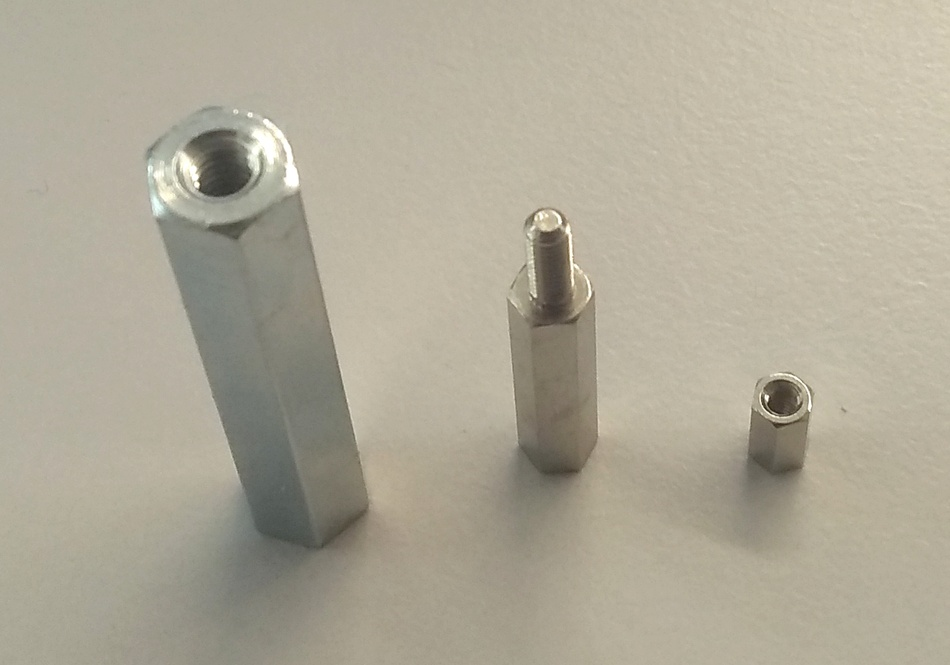
Distanzbolzen: v. l. n. r.:
M4x40 SW8, M3x30 SW5, M2,5x7 SW4

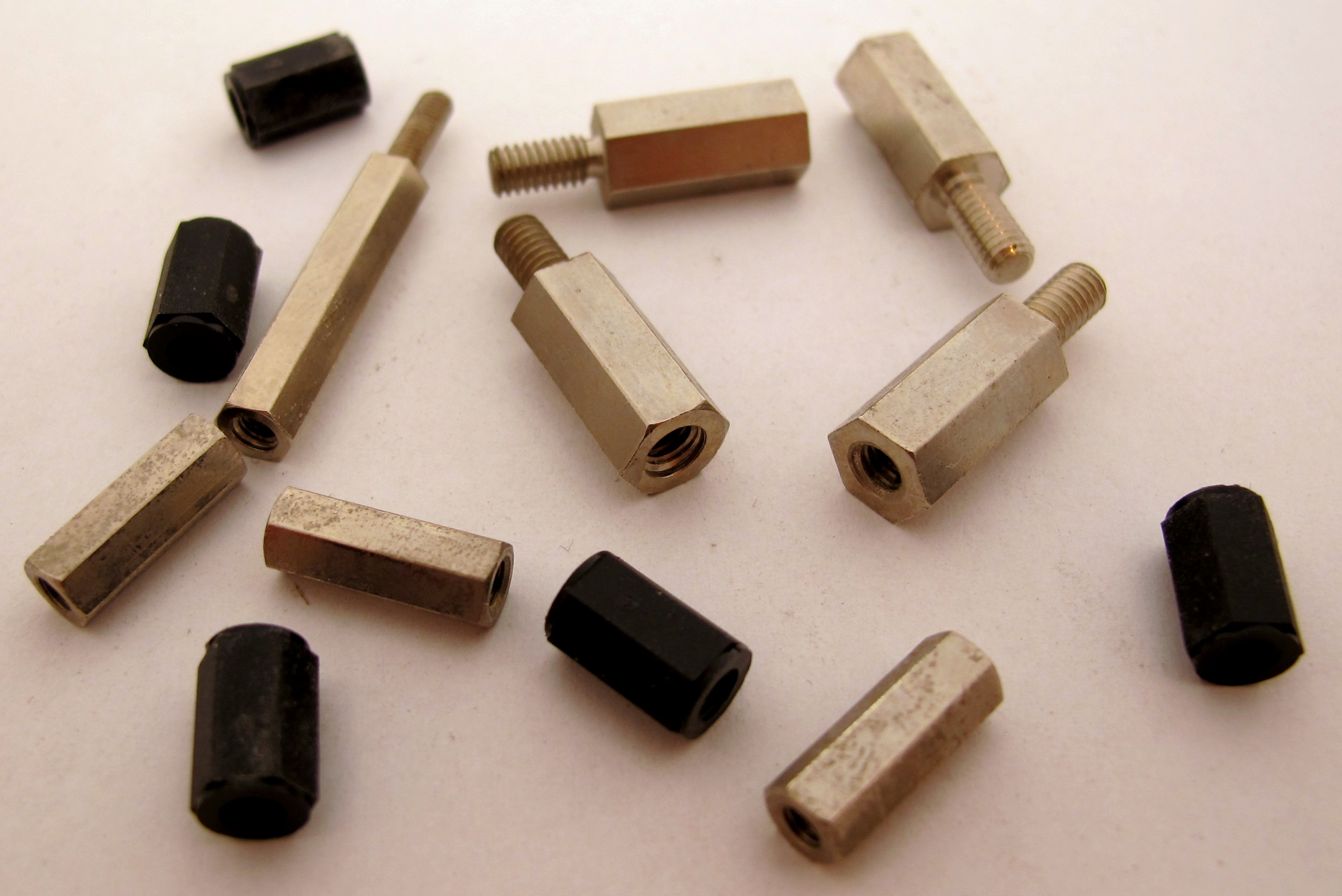
Verschiedene Distanzbolzen aus Kunststoff und Messing

Abstandsbolzen – auch Distanzbolzen genannt – dienen dazu, Gegenstände wie z. B. auf Leiterplatten auf Abstand zu halten bzw. zu fixieren. Die Abstandsbolzen werden überwiegend aus Sechskantmaterial hergestellt, um eine einfache Montage zu gewährleisten. Eine spezielle Industrienorm für Abstandsbolzen gibt es nicht. Abstandsbolzen werden auf kurvengesteuerten Drehautomaten gefertigt.
Die Bolzen werden mit unterschiedlichen Gewindearten wie Innen-/Außengewinde oder Innen-/Innengewinde und verschiedenen Schlüsselweiten (SW) angeboten. Sie kommen beispielsweise im Trafo- und Gerätebau, in der Messtechnik oder in Schaltschränken zum Einsatz und werden je nach Kundenwunsch und Einsatzbereich aus Messing, Aluminium, Kunststoff (z. B. Polyamid) oder Edelstahl hergestellt.